# Béka (heraldika)

Altenmoor címere, Schleswig-Holstein

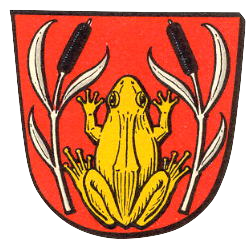
Froschhausen címere, Seligenstadt (Hessen)

Pilsting címere, (Bajorország)

A béka viszonylag ritka címerkép a heraldikában. Általában felülnézetben fordul elő, szétterjesztett végtagokkal. A régi heraldikában a többi vízi állattal együtt a halak közé sorolták.

## A béka szimbolikája
Fekete alapon három aranybékát tulajdonítottak Pharamund királynak, a Merovingok ősének. A legenda szerint Pharamund Clovis
dédapja volt és egy folyóisten leszármazottjának tartották. A Clovis által alapított Meroving dinasztia misztikus értelmet
tulajdonított a békának. Innen eredhetnek azok az ősi mesék is, melyekben a királyfi békává változik, majd újra herceg lesz.
Régen a flamandok is békának csúfolták francia szomszédaikat. Mivel a vízililiom és a béka ugyanazon élőhelyen élt, valamint
alakjuk is hasonlít egymásra, egyes heraldikusok szerint a heraldikai lilom előképe a béka volt.
A misztikus képzetekben a béka a termékenység és újjászületés, az ősnemzés, a tellurikus (földi) nemiség jelképe. Egyiptomban
a teremtés előtti káosz első négy istenpárja, az ősmocsár teremtményei: a Sötétség, a Végnélküliség, a Rejtőzködés és a
Semmi megtestesítői kígyók és békák voltak. Béka volt Hápi Nílus-isten állati kísérője.
A korai kereszténységben is továbbélt
mint az újjászületés jelképe. A kopt békaformájú, kereszttel, Isten bárányával, olykor félholddal díszített feltámadás-mécseseinek
felirata "Én vagyok a feltámadás" volt. Az indiai altaji és kínai hiedelmek szerint a világot egy nagy béka hordozza a hátán és ő az anyag szimbóluma.
A béka még a 16. században is előfordul feltámadási jelképként, noha IX. Gergely pápa már 1233-ban fellépett a "békázó"
eretnekek ellen. A keresztény művészetben a béka, különösen a varangy az ördög, a démonok, a bűnök (Fösvénység, Bujaság)
megtestesítője. A síremlékeken halálszimbólum. A levelibéka a magyar néphitben a szerelmi varázslásban játszott szerepet, a
női nemi szerv állatjelképe volt.